# Santău
Santău (węg. Tasnádszántó) – wieś w Rumunii, w okręgu Satu Mare, w gminie Santău. W 2011 roku liczyła 1651 mieszkańców. 